# آرچیبالد جک
آرچیبالد جک (انگلیسی: Archibald Jack؛ ۱۸۷۴ – ۲۹ ژانویه ۱۹۳۹) فرد نظامی اهل نیوزیلند بود. وی همچنین برندهٔ جوایزی همچون نشان حمام، نشان امپراتوری بریتانیا، و نشان خورشید فروزان شده است.